# Hemispingus superciliaris
Hemispingus superciliaris là một loài chim trong họ Thraupidae.